# Hideki Arai
Pour les articles homonymes, voir Arai (homonymie).
英樹・新井
Hideki Arai (新井 英樹, Arai Hideki) est un mangaka japonais né le 15 septembre 1963 à Yokohama, dans la préfecture de Kanagawa.

## Biographie
Diplômé de l'université Meiji, il est marié à la mangaka Kiwa Irie.

## Œuvres
- Hachigatsu no hikari (1 volume) (1990)
- Miyamoto kara kimi e (12 volumes) (1991-1994)
- Itoshi no Airiin (6 volumes) (1995-1997)
- The World Is Mine (14 volumes, réédité au Japon en 5 volumes par Enterbrain en 2006) (1997-2001)
- Amanatsu (1 volume) (2001)
- Ki-itchi !! (9 volumes) (2002-2006)
- Sugar (8 volumes) (2002-2004)
- RIN (4 volumes, la suite de Sugar) (2006-2009, terminé dans le Bessatsu Young Magazine #30 (18/10/08))
- Ki-itchi VS (11 volumes, la suite de Ki-Itchi!!) (2008-2013)
- Scatter! - Anata ga Koko ni Ite Hoshii (Je Veux Que Tu Restes Avec Moi)
- Hitonoko
- La Vie Devant Toi (One-Shot) - (Adaptation du Roman du même Nom de Taichi Yamada)

## Récompenses
Le mangaka a été récompensé par le prix 4 saisons d'Afternoon en 1989 et le Prix Shōgakukan dans la catégorie générale en 1993 pour Miyamoto kara Kimi e.
Il a été sélectionné pour le prix Chiba Tetsuya.

### Documentation
- « Hideki Arai, l'insoumis », dBD, no 7,‎ novembre 2006, p. 34.